# Вольвокс
Вольво́кс (лат. Volvox) — род подвижных колониальных организмов, относящийся к отделу зелёных водорослей. Обитают в стоячих пресных водоёмах. При массовом размножении вызывают цветение воды, окрашивая её в зелёный цвет.

## История и название
Антони ван Левенгук был первым, кто в 1700 году обратил внимание и описал вольвокс. Вероятнее всего это была первая идентификация в истории микроводорослей. Через свой микроскоп он наблюдал зрелищную зелёную сферу, которая неторопливо вращаясь, перемещалась вперёд. За такое поведение он и получил своё латинское название — подвижные шаровые водоросли (Volvox).

## Описание

Строение колонии вольвокса. 1 — клетки, похожие на хламидомонаду; 2 — дочерняя колония; 3 — цитоплазматические мостики; 4 — межклеточное вещество; 5 — репродуктивная клетка; 6 — соматическая клетка

Размер одной колонии — до 3 мм. Колония шарообразная, включает от 200 до 10 тысяч клеток. Клетки соединены протоплазматическими нитями, в центре колонии имеется полость, содержащая жидкую слизь. Клетки внешнего слоя схожи по строению с хламидомонадой. Они имеют по два жгутика, обращённых наружу.

### Размножение
В пределах колонии вольвокса наблюдается специализация клеток. Большинство клеток — вегетативные. Между ними разбросаны генеративные клетки, принимающие участие в процессе размножения. Половой процесс — оогамия. Генеративные клетки крупные и не имеют жгутиков. В оогониях развиваются яйцеклетки, имеющие зелёную окраску из-за запасных веществ. В антеридиях развиваются сперматозоиды.
После проникновения сперматозоида в оогоний происходит слияние гамет и образование зиготы (2n), которая также имеет название ооспоры. Ооспора прорастает обычно весной. Происходит сперва мейоз, а затем множество митотических делений. Новый вольвокс вновь гаплоиден. В жизненном цикле лишь зигота имеет двойной набор хромосом.
Бесполое размножение осуществляется посредством особых клеток — партеногонидий. Происходит перпендикулярное поверхности шара митотическое деление этих клеток. В результате формируется пластинка, которая выворачивается, смыкается краями и образует дочерний шар. Дочерние колонии высвобождаются, разрастаясь и разрывая материнский организм.

## Научное значение
Объект интересен как яркий пример колониального организма среди водорослей. Исследование особенностей строения вольвокса даёт возможность сделать предположение, что развитие организмов от одноклеточных к многоклеточным происходило через колониальные формы.

## Классификация
Согласно базе данных AlgaeBase, род охватывает следующие виды:
- Vovox africanus G.S.West, 1910
- Volvox amboensis M.F. Rich et Pocock, 1933
- Vovox aureus Ehrenb., 1832 — Вольвокс золотистый
- Volvox barberi W.R. Shaw, 1922
- Volvox capensis M.F. Rich et Pocock, 1933
- Volvox carteri F. Stein, 1873
- Volvox chaos L., 1758
- Volvox dissipatrix (W.R. Shaw) Printz, 1927
- Volvox fertilis Nayal
- Volvox gigas Pocock, 1933
- Volvox globator L., 1758 — Вольвокс шаровидный
- Volvox merrillii W.R. Shaw
- Volvox migulae (W.R. Shaw) Printz, 1927
- Volvox obversus  (W.R. Shaw) Printz, 1927
- Volvox ovolis Pocock ex Nozaki et A.W.Coleman, 2011
- Volvox pocockiae R.C. Starr, 1970
- Volvox polychlamys Korshikov, 1938 — Вольвокс многооболочковый
- Vovox rousseletii G.S.West, 1910
- Volvox perglobator J.H.Powers
- Volvox pilula O.F.Müll.
- Volvox powersii (W.R. Shaw) Printz, 1927
- Volvox spermatosphaera Power, 1908
- Volvox tertius Art. Meyer, 1896 — Вольвокс третий